# جان روب
جان إدوارد لوسيان روب، هو أسقفًا كاثوليكيًا فرنسيًا، وُلد في عام (13 أكتوبر 1905وتوفي في 28 يناير 1983)، تولى منصب الأب المسؤول عن عدد من الكنائس موناكو من عام 1962 حتى عام 1971، ثم انتقل للعمل في السلك الدبلوماسي للكرسي الرسولي حتى تقاعد عن عمله في عام 1980.

## السيرة الذاتية
وُلِد جان روب في سان جيرمان أون لاي بتاريخ 13 أكتوبر 1905، ولتحق في مسيرته لمعهد سان سولبيس في إيسي ليه مولينو. وقُدِسَ كاهنًا في 31 مارس في عام 1934. 
- عُيِنَ جان إدوارد في عام 1946، رجل دين كاثوليكي وذلك بالتعاون مع جان لارنود، وبدعم من السفير الرسولي في فرنسا، أنجيلو رونكالي (الذي أصبح لاحقًا البابا يوحنا الثالث والعشرون)، وأُسس المركز الكاثوليكي الدولي للتعاون مع اليونسكو (CCIC)، الذي بدأ نشاطه الفعلي في العام التالي من تأسيسه. [2]

- وفي عام 1947، عين البابا بيوس الثاني عشر جان روب ليمثل الكرسي الرسولي في منظمة الأمم المتحدة للتربية والعلم والثقافة (اليونسكو)، بالرغم من أنه كان يعمل كوسيط وليس في دَور دِبلوماسيّ رسميّ. [3]

- وفي 28 أكتوبر من العام 1954، قام البابا بيوس الثاني عشر بتعينه أسقفًا مساعدًا لباريس ضمن رتبة الأسقفية للكاثوليك الشرقيين في فرنسا. [4] وبعد ذلك، عيّنه البابا يوحنا الثالث والعشرون أسقفًا لموناكو في 9 يونيو 1962، [ا] حيث تم تنصيبه في 7 أكتوبر من نفس العام. [5]

- لقد شارك روب في الجلسات الأربع للمجمع الفاتيكاني الثاني. [6]
- وفي عام 1964، ألقى خطابًا مطولاً أمام المجمع تناول فيه غياب التضامن المسيحي، خصوصًا فيما يتعلق بالفشل في إدانة الإبادة الجماعية للأرمن. [7] [ب] كما تم تقديره لاهتمامه بالمسكونية مع الكنيسة الأنجليكانية. [8] وكان روب أيضًا عضوًا في منظمة Coetus Internationalis Patrum في المحافظة.

- وفي 8 مايو 1971، عينه البابا بولس السادس بتعيينه سفيرًا بابويًا إلى العراق، [9] [10] حيث تم ترقيته إلى رتبة رئيس أساقفة. [11] وفي 4 مارس 1975، أضيفت إليه لقب سفير بابوي آخر للكويت. [12]

- وفي 13 يوليو 1978، وقبل شهر من وفاته، عيّن البابا بولس السادس روب كمراقب دائم للكرسي الرسولي في الأمم المتحدة بجنيف. [3] [13]و تقاعد من هذا المنصب في 5 يوليو 1980 [6] تولى إدواردو روفيدا خلفًا له. [14]

- في عام 1980، وعندما وصل روب إلى الخامسة والسبعين من عمره، وهو العمر الذي يسمح بتقاعد الأسقف، قام البابا يوحنا بولس الثاني بتعيينه قسيسًا في كاتدرائية القديسة مريم الكبرى. توفي روب في روما في 28 يناير 1983 [15] ودُفن في الكاتدرائية في31 يناير.

## كتابات
من كتابات جان إدوارد روب التي كتبها قبل وفاته:
- فكرة المسيحية في الفكر البابوي للأصول عند إنوسنت الثالث، المطابع الحديثة، في عام 1939
- بريزيل، أمل الكريتيان، سبيس، في عام 1965
- الاستكشافات المسكونية، باستوريلي، في عام 1967
- أبطال المسيحيين من l'est. تحية إلى ديبورتي كولبي، في عام 1972
- الرسالة الكنسية دي سولوفيو. Présage et Illustration de Vatican II.، ليثيلو، باريس وبروكسل، في عام 1975
- رافعة للكومينية: فلاديمير سولوفيو، ليثيلو، في عام 1975
- تاريخ الكنيسة في باريس، 1948، طبعة روبرت لافونت، في عام 1992
- أسقف يعود من الاتحاد السوفيتي
- ضوء في الشرق، باستوريلي، في عام 1969
- دكتوراه في الزمن: كاثرين وتريز، ليثيلو، في عام 1971

## ملحوظات
1. لم يتم رفع موناكو إلى مرتبة الأبرشية حتى عام 1981.
2. أدى ذلك إلى زيارة استمرت أسبوعين إلى الاتحاد السوفيتي في عام 1965، استجابة لدعوة من فازغن الأول لحضور الاحتفال بالذكرى السنوية العاشرة لانتخابه رئيسًا للكنيسة الوطنية الأرمنية.[16]